# ウドちゃんの旅してゴメン
『ウドちゃんの旅してゴメン』（ウドちゃんのたびしてゴメン）は、名古屋テレビ放送（メ〜テレ）で2003年10月4日から2023年10月1日まで放送されていた旅番組である。通称「旅ゴメ」。

## 概要
旅人役のウド鈴木（キャイ〜ン）が、視聴者から寄せられた情報をもとに中部地方各地で行き当たりばったりの旅をする。ただし、回によっては近畿地方を訪れることもあり、さらには北は北海道から南は沖縄県まで向かうこともある。2005年には台湾に足を延ばしており、その模様は同年6月11日・18日の2回にわたって放送された（2022年5月現在、番組史上初にして唯一の海外ロケ）。
ナレーションは上田定行が担当。番組のラストでは、ウドがその回での旅を絵にし、粋なコメントを添えるのが恒例になっている。その際には、「旅してゴメン、これにてご免」と言って番組を締める。
元々は2003年4月からメ〜テレで放送されていた長時間生ワイド番組『メ〜テレワイド サンダー5』内の旅企画としてスタートしたもので、その当時は毎週土曜 10:20 - 10:48 （サンダー5前期） → 土曜 10:18 - 10:50 （サンダー5後期）に放送されていた。その後、『サンダー5』本編の終了とともに単独番組化し、これ以後は他局でも放送されるようになった。2009年8月22日の放送で300回を迎えたが、その際に単独番組化第1回での旅先であった高山市の奥飛騨温泉郷を再度訪れた。
番組は長らく土曜 9:30 - 10:00 に放送されていたが、2016年4月9日放送分をもって土曜 16:55 - 17:25 での放送に切り替えた。
2019年10月5日より『クレヨンしんちゃん』が土曜16:30 - 17:00に、『ドラえもん（第2期）』が土曜17:00 - 17:30に、それぞれ金曜19時台から移動したため、土曜15:55 - 16:25に移動。2020年10月より、日曜16:55 - 17:25に放送枠を再度移動した。

### レギュラー放送の終焉とその後
2023年10月1日をもってレギュラー放送が終了し、20年にわたって長いレギュラー放送の歴史に幕を閉じた。なお、レギュラー放送終了後もメ〜テレでは不定期で傑作選や2024年以降では年一回ゲストを迎えての新春スペシャルが放送されている。

### 新型コロナウイルス感染症の影響
2020年5月2日 - 7月4日は「思い出コレクションでゴメン」として過去の旅の総集編を放送。
2020年7月11日 - 2023年6月4日の間は「番外編 決まっててゴメン」として、ウドの訪問先に事前に連絡を取った上での旅となっていた。

## ゲスト出演者
基本的にはウド鈴木の一人旅で進行するが、ゲストを迎えて旅をする回もある。放送日は全てメ～テレでのもの。
- 飯尾和樹（ずん） - 「南知多編」（2003年10月24日）
- 出川哲朗 - 「旅してゴメン拡大SP 〜大先輩と2人旅（福井）」（2005年7月09日）
- 相田翔子 - 「憧れのヒトと波瀾万丈SP（伊勢志摩）」（2005年12月11日）
- 高田純次 - 「地デジ夏祭りコラボ！高田純次と旅ゴメ！（一宮・犬山）」（2006年8月12日）
- 山田邦子 - 「山田邦子サンと2人旅 思い出の地を訪ねて（紀伊長島）」（2006年9月23日・30日）
- 保阪尚希、小沢真珠 - 「大物ゲストと行く魅惑の王国タイ ゴールデンSP」（2006年12月11日）
- 中島史恵 - 「中島史恵様ご同行 名駅発ミステリーツアー（伊勢志摩）」（2007年1月20日）
- 宇梶剛士 - 「名駅発ミステリーツアー with 宇梶剛士さん（鳥羽）」（2007年4月21日）
- 濱口優（よゐこ） - 「祝・300回ゴールデンSP （伊勢志摩）」（2009年8月17日）
- いとうあさこ、足立梨花 - 「番外編！うまし国、伊勢志摩へまいろう。 〜輝く次世代の笑顔に出会う旅〜」（2009年10月17日）
- いとうあさこ、足立梨花 - 「番外編！うまし国、伊賀上野へまいろう。」（2010年10月16日）
- 榊原郁恵、井森美幸 - 「旅してゴメンSP 〜冬の北陸！旅は道づれ ゆる湯らり〜（加賀）」（2011年1月2日）
- 宮藤官九郎 - 「祝・400回ゴールデンSP （沖縄）」（2011年8月23日）
- いとうあさこ、永井大 - 「特別編！冬の伊勢湾・旅する心酔い心地」（2012年1月3日）
- 筧利夫 - 「旅ゴメちょっぴり早い秋SP ひだ高山で癒遊自的な全力旅（岐阜・飛騨高山）」（2012年9月29日）
- 伊藤かずえ、杉浦太陽 - 「冬の三河湾 旅の行方は潮風まかせ 〜酒と肴とオトコとオンナ〜」（2013年1月3日）
- 濱口優（よゐこ） - 「10周年特別企画・親友とふた旅♪（日間賀島）」（2013年8月10日）
- 野口五郎 - 「10周年特別企画・地元ゲストとほっこり旅♪（美濃）」（2013年8月24日）
- 市毛良枝、千秋 - 「祝500回スペシャル！〜憧れのあの人と長良川鉄道〜 （郡上八幡）」（2013年8月31日）
- 加藤茶、井森美幸 - 「海だよ！福だよ！笑だよ！旅してゴメン特別編 冬の知多半島 ぐるりん巡り（常滑、半田、南知多）」（2014年1月3日）
- 清水ミチコ - 「夏の特別企画 第2弾！地元ゲスト旅(1) 岐阜・飛騨高山」（2014年8月9日）
- 酒井敏也 - 「夏の特別企画 第4弾！地元ゲスト旅(2) 岐阜・土岐市」（2014年8月30日）
- 高橋ひとみ、中尾明慶 - 「＜旅してゴメン 特別編＞冬の伊勢湾 美し国を食べ尽くし！」（2015年1月3日）
- 哀川翔 - 「旅してゴメン600回SP 岐阜・飛騨市」（2015年9月12日）
- ダイアモンド✡ユカイ、佐藤仁美 - 「＜旅してゴメン 特別編＞ 冬の知多半島 潮風にさそわれ笑顔咲く ～ほろ酔い気分で候～」（2016年1月3日）
- 濱口優（よゐこ） - 「サクラ満開！ 親友とふた旅 愛知・岡崎市編」（2016年4月30日）
- つるの剛士、押切もえ - 「旅ゴメ特別編 冬の飛騨高山 風情を感じて キセキの瞬間（とき）～」（2017年1月3日）
- 大鶴義丹、足立梨花 - 「特別編 新春SP 2018 冬の伊賀上野 忍びの里に翻弄される三人衆」（2018年1月3日）
- 山本耕史、野呂佳代 - 「旅ゴメ特別編 冬の長良川鉄道 答エハナクトモ旅ハ流ルル」（2019年1月3日）
- 三村マサカズ（さまぁ〜ず）、小島瑠璃子 - 「旅してゴメン800回SP 養老鉄道沿線」（2019年12月7日）
- 佐藤隆太、稲村亜美 - 「旅してゴメン特別編 冬の三河湾 想い出はいつもアオハル」（2020年1月3日）
- 西川貴教 - 「旅してゴメン特別編 冬の琵琶湖 魅せる愛情ココ湖国」（2021年）
- 高橋克典 - 「旅してゴメン特別編 冬の知多半島 まるごと甘える無限の優しさ」（2022年1月3日）[8]
- 伊藤英明 - 「ウドちゃんの旅してゴメン　新春スペシャル2024 ～伊藤英明と自由気まま旅～」（2024年1月3日）

## スタッフ
- ナレーター：上田定行
- 編集：蔦田絵里奈、小池英恵
- 音効：村上祐美（東海サウンド）
- 衣装：尾関貴子
- 制作協力：浅井企画、メディアフォース
- 制作：名古屋テレビ映像
- 制作著作：メ〜テレ

### 過去のスタッフ
- 演出：湧川敬介（名古屋テレビ映像）
- チーフプロデューサー：原口淳 → 野崎久也 → 水元理香 → 川本謙一（メ〜テレ）

## テーマ曲
オープニングテーマ
スーパートランプ「It's Raining Again」
エンディングテーマ
SMAP「世界に一つだけの花」（シングル・バージョン）

## 放送局

### 最終回時点でのネット局
| 放送対象地域 | 放送局                       | 系列           | 放送日時 | ネット状況 | 備考                        |
| ------------ | ---------------------------- | -------------- | --- | ---------- | --------------------------- |
| 中京広域圏   | 名古屋テレビ（メ～テレ/NBN） | テレビ朝日系列 | 土曜 9:30 - 10:00（2003年10月 - 2016年4月） 土曜 16:55 - 17:25（2016年4月 - 2019年9月） 土曜 15:55 - 16:25（2019年10月 - 2020年9月） 日曜 16:55 - 17:25（2020年10月 - 2023年10月） | 製作局     | [ 9 ]                       |
| 秋田県       | 秋田朝日放送（AAB）          | テレビ朝日系列 | 水曜 16:30 - 17:00（2006年頃） 金曜 14:25 - 14:55（2007年10月 - 2008年3月） 木曜 16:23 - 16:53（2008年5月 - 2009年9月） 水曜 15:53 - 16:23 （2011年4月 - 2012年9月） 水曜 15:50 - 16:20（2012年10月 - 不明） 火曜 14:15 - 14:45（2021年10月 - 2025年5月13日） | 遅れネット | [ 11 ]                      |
| 山形県       | 山形テレビ（YTS）            | テレビ朝日系列 | 金曜 15:55 - 16:25（2004年頃 - 2009年3月） 金曜 16:00 - 16:30（2009年4月 - 2013年3月） 土曜 12:00 - 12:30（2013年4月 - 2019年9月） 土曜 16:00 - 16:30（2019年10月 - 2021年3月） 日曜 16:30 - 17:00（2021年4月 - ） | 遅れネット | [ 13 ]                      |
| 新潟県       | 新潟テレビ21（UX）           | テレビ朝日系列 | 土曜 10:25 - 10:55（2011年4月 - 2017年9月） 土曜 15:55 - 16:25（2017年10月 - 2022年3月） 月曜 15:15 - 15:45（2022年4月 - 2023年11月20日） | 遅れネット | [ 14 ]                      |
| 石川県       | 北陸朝日放送（HAB）          | テレビ朝日系列 | 土曜 1:20 - 1:50（金曜深夜、2006年頃 - 2008年3月） 土曜 6:00 - 6:30（2008年4月 - 2008年9月） 月曜 10:00 - 10:30（2009年1月 - 2011年3月） 火曜 1:45 - 2:15（月曜深夜、2011年4月 - 2012年3月） 土曜 10:30 - 11:00（2012年4月 - 2016年3月） 日曜 5:50 - 6:20（2016年4月 - 10月16日） 日曜 6:30 - 7:00（2016年10月23日 - 12月25日） 土曜 12:00 - 12:30（2017年1月7日 - 不明） 土曜 6:00 - 6:30（2017年9月16日 - 不明） 月曜 1:25 - 1:55（日曜深夜、2019年4月 - 2019年9月） 月曜 1:54 - 2:24（日曜深夜、2019年10月28日 - 2020年3月30日） 月曜 1:37 - 2:07（日曜深夜、2020年4月13日 - 不明） 金曜 2:21 - 2:51（2023年10月20日最終回時点）。 | 遅れネット |                             |
| 京都府       | 京都放送（KBS）              | 独立局         | 木曜 20:54 - 21:25（2007年頃 - 2008年3月） 木曜 20:55 - 21:25（2008年9月 - 2011年9月） 金曜 20:55 - 21:24（2011年10月 - 2013年3月） 木曜 20:55 - 21:25（2013年4月 - 2013年9月） 木曜 21:30 - 22:00（2013年10月 - 2014年3月） 金曜 22:00 - 22:30（2014年4月 - 2015年9月） 土曜 8:30 - 9:00（2015年10月 - 2022年3月） 木曜 9:00 - 9:30（2022年4月 - ） | 遅れネット |                             |
| 兵庫県       | サンテレビ（SUN）            | 独立局         | 金曜 18:30 - 19:00 （2006年頃 - 2008年9月） 日曜 18:30 - 19:00 （2008年10月 - 2023年10月15日） | 遅れネット | [ 16 ] [ 17 ] [ 18 ] [ 19 ] |
| 日本全国     | エンタメ〜テレHD             | CS放送         | 火曜 23:00 - 23:30（2010年10月5日 - 2011年9月） 火曜 22:30 - 23:00（2011年10月 - 2011年12月） 火曜 17:00 - 17:30（2011年12月 - 2012年7月） 火曜 18:00 - 18:30（2012年8月 - ） | 遅れネット | リピート放送あり            |

### 途中打ち切りのネット局
※いずれの局も遅れネット。
| 放送対象地域 | 放送局                   | 系列           | 放送日時 | 備考                                                            |
| ------------ | ------------------------ | -------------- | --- | --------------------------------------------------------------- |
| 北海道       | 北海道テレビ（HTB）      | テレビ朝日系列 | 火曜 1:15 - 1:45（月曜深夜、2004年頃 - 2006年頃） 土曜 7:30 - 8:00（2007年頃 - 2008年3月） 土曜 6:05 - 6:30（2012年1月 - 2012年9月） 日曜 5:50 - 6:20（2016年10月30日 - 不明）                                                                       | 不定期放送                                                      |
| 岩手県       | 岩手朝日テレビ（IAT）    | テレビ朝日系列 | 主に土曜午後に放送。 | 不定期放送                                                      |
| 宮城県       | 東日本放送（KHB）        | テレビ朝日系列 | 主に土曜午前に放送。 | 不定期放送                                                      |
| 福島県       | 福島放送（KFB）          | テレビ朝日系列 | 土曜 17:00 - 17:30（2006年10月頃 - 2008年9月） |                                                                 |
| 長野県       | 長野朝日放送（abn）      | テレビ朝日系列 | 主に週末に放送。（不明 - 2009年12月） 金曜 0:15 - 0:45（木曜深夜、2010年3月 - 2010年4月） 週末に放送。（2010年11月） 土曜 7:30 - 8:00（2013年4月 - 2014年3月） 金曜 13:13 - 13:48（2014年4月 - 2014年6月） 金曜 5:20 - 5:50（2014年7月 - 2015年3月） | 2015年4月以降は長野県の地域が目的地となった時のみの不定期放送。 |
| 静岡県       | 静岡朝日テレビ（SATV）   | テレビ朝日系列 | 土曜 16:55 - 17:25（2008年1月 - 2012年3月） 土曜 16:25 - 16:55（2012年4月 - 2014年3月） 土曜 16:55 - 17:25（2014年7月 - 2015年9月） 土曜 12:30 - 13:00（2015年10月 - 2016年3月） 土曜 10:55 - 11:25（2016年4月 - 2017年4月1日）                      |                                                                 |
| 広島県       | 広島ホームテレビ（HOME） | テレビ朝日系列 | 土曜 11:15 - 11:45（2010年7月 - 2011年9月） 日曜 6:00 - 6:30（2011年10月2日 - 2012年3月） 月曜 9:55 - 10:25（2012年4月 - 2013年1月） | 不定期放送                                                      |
| 愛媛県       | 愛媛朝日テレビ（eat）    | テレビ朝日系列 | 土曜 15:55 - 16:25（2009年11月 - 2010年3月） 土曜 7:30 - 8:00（2010年4月 - 2011年9月） | 不定期放送                                                      |
| 鹿児島県     | 鹿児島放送（KKB）        | テレビ朝日系列 | 日曜 6:00 - 6:30（2014年4月 - 2016年4月3日） 金曜 10:00 - 10:30（2016年4月8日 - 7月8日） 日曜 5:50 - 6:20（2016年7月24日 - 2018年3月25日） 日曜 5:20 - 5:50（2018年4月 - 不明）                                                                      |                                                                 |
| 富山県       | 富山テレビ（BBT）        | フジテレビ系列 | 日曜 9:00 - 9:30（2011年1月9日 - 2011年12月25日） 土曜 10:55 - 11:24（2018年10月6日 - 2022年3月） 金曜 15:19 - 15:45（2022年4月8日 - 不明） |                                                                 |
| 山梨県       | 山梨放送（YBS）          | 日本テレビ系列 | 木曜 9:55 - 10:25（2008年10月 - 2009年3月） 木曜 16:23 - 16:53（2009年4月 - 2012年3月） |                                                                 |
| 高知県       | 高知放送（RKC）          | 日本テレビ系列 | 金曜 17:00 - 17:30（不明 - 2008年3月） 土曜 10:25 - 10:55（2008年4月 - 不明） | 不定期放送 土曜午後や日曜に放送される場合もあった。             |
| 埼玉県       | テレビ埼玉（テレ玉/TVS） | 独立局         | 火曜 19:30 - 20:00（2006年頃） 月曜 18:30 - 19:00（不明 - 2007年10月） 水曜 18:30 - 19:00（2008年1月 - 2012年9月） 火曜 19:00 - 19:30（2012年10月 - 2016年3月）                                                                                      | 不定期放送                                                      |
| 日本全国     | BSJapanext               | BS放送         | 火曜 16:30 - 17:00（2022年3月29日- 7月） 火曜 16:00 - 16:30（2022年8月 - 2023年1月3日） 火曜 9:00 - 9:30（2023年1月10日 - 2023年6月27日） | [ 27 ]                                                          |

## 名古屋民放5局によるあいのり企画
メ〜テレほか名古屋の民放テレビ局5局が共同製作した地上デジタル放送推進特番『民放5局史上最大のコラボレーション!地デジ夏祭り2006』が2006年8月12日に放送されるのに先駆け、各局の人気番組の出演者が他局の番組にゲスト出演するというコラボレーション企画が実施された。その際にこの『ウドちゃんの旅してゴメン』がメ〜テレの代表番組に選ばれ、中京テレビの『PS』で司会を務めている高田純次が出演した。そしてウド鈴木は、CBCの『そこが知りたい 特捜!板東リサーチ』に出演した。

## 関連書籍
- ウドちゃんの旅してゴメン いきあたりばったり勝手気ままな旅（2005年7月8日発売、著者 - ウド鈴木、発行 - ぴあ、ISBN 4-8356-1556-5）